# Kampung Bugis (Tanjungpinang Kota)
Kampung Bugis is een bestuurslaag in het regentschap Tanjung Pinang van de provincie Riau-archipel, Indonesië. Kampung Bugis telt 6894 inwoners (volkstelling 2010).